# Forst (Hunsrück)
Pour les articles homonymes, voir Forst.
Forst (Hunsrück) est une municipalité allemande située dans le land de Rhénanie-Palatinat et l'arrondissement de Cochem-Zell. Elle fait partie de la commune fusionnée de Zell.